# Paviai csata (773)
A paviai csatát 773 őszétől 774 nyaráig vívták Észak-Itália földjén, közel Ticinum-hoz, a mai Pavia városához. A csata a Nagy Károly vezette frankok győzelmével, Desiderius longobárd király legyőzésével és Lombardia megszállásával végződött.

## Történelmi háttér
Nagy Károly 768-ban foglalta el a Frank Birodalom trónját, öccsével Karlmannal együtt. Ám ekkoriban nem csak a két fivér között feszült ellentét, de Desiderius longobárd király és a pápaság között is. 772-ben I. Adorján pápa kiűzte a longobárdokat a pápai székhelyről. Válaszként Desiderius lerohanta a pápai államot és elfoglalta Otriculumot (a modern Otricolit) és másnap Róma ellen vonult. Adorján Nagy Károly segítségét kérte.
Károly szövetséget kötött a longobárdokkal, amit azzal pecsételt meg, hogy elvette Desiderius egyik lányát, akit valószínűleg Gerpergának hívtak. Karlmann 771-es halála után Desiderius rejtette el annak feleségét, saját lányát, Desiderádát és gyermekeit Károly elől. Károly felbontotta a házasságát Gerpergával és hazaküldte őt apja udvarába, Paviába. A frank–longobárd szövetség felbomlott. Így már semmi nem tartotta vissza a longobardokat hogy ismét Róma ellen vonuljanak. Válaszul Károly 773 nyarán sereget gyűjtött és megindult Itália felé.

## Az ostrom
Károly seregeinek mérete ismeretlen. A frank csapatok két részre oszlottak, az egyik felét maga a király vezette, a másikat pedig átadta nagybátyjának, Bernárdnak. Így vonultak át az Alpokon. Károly a Susa völgyön és a Mount Cenisnél kelt át, Bernárd pedig a Nagy Szent Bernát-hágón. A hegyek lábánál Károly találkozott Desiderius előörseivel, de a felderítők találtak egy elkerülő utat. A kavalkád lehetővé tette, hogy a frankok hátba támadják a védőket és Bernárd seregei megközelíthessék őket keletről. A longobárdok meghátráltak a megerődített Paviába. A frank csapatok szeptemberben érték el Paviát.
A teljes frank sereg odaérve körbevette a longobárd fővárost, de nem kezdtek hozzá az ostromhoz. A védők is elkéstek a készületekkel. A városban nem volt elég élelem és a környező területek mind frank kézben voltak. Desiderius Paviában maradt. Ám fia, Adelchis, elmenekült a jobban megerősített Veronába. Károly elküldött néhány kisebb csapatot Verona ostromára. Adelchis feladta a várost és Konstantinápolyba menekült. Károly 774 elején megszállta az összes területet Pavia körül és húsvétkor meglátogatta a pápát Rómában. Egy longobárd herceg vagy gróf sem próbálkozott kitöréssel és Desiderius sem tett kísérletet ellentámadásra. Az ostrom tizedik havában éhínség tört ki Paviában. Desiderius érzékelve a helyzet súlyát, megnyitotta a város kapuit Károly előtt és júniusban feladta területeit.

## Legitimitás
A győzelem után Károly felvette a rex Langobardorum címet, nem sokkal később pedig a frankok és longobardok királynak hívatta magát. Ez volt az egyedüli alkalom a sötét középkorban hogy egy hódító felvette a meghódított terület uralkodói címét.
Huszonhat év múlva, 800. december 25-én, a karácsonyi misén a pápa a rómaiak császárává koronázta Károlyt.